# Frieseomelitta
Frieseomelitta es un género de himenópteros ápidos de la tribu Meliponini. Hay 16 especies descritas.
Algunas especies
- Frieseomelitta silvestrii (Friese, 1902) presenta nidos encontrados en huecos pequeños. Los nidos no tienen involucro, con ánforas de diferente formas cilíndricas para el polen y redondeadas para la miel; mucho cerumen en la estructura y la pared del nido. Puede haber cámaras reales para mantener reinas vírgenes. Las cámaras de cría tienen baterías de pocas celdas de cría.

- Frieseomelitta varia (Lepeletier, 1836), especie social y agresiva; depositan mucho propóleo. Las colmenas  de estas abejas están cubiertas con propóleo por las propias abejas. La entrada al nido es pequeña, hay una saliente que permite que solo una abeja pase por vez, al entrar o salir. Las celdas reales son generadas a partir de celdas comunes, en ausencia de reina. (Faustino et al., 2002). Las ánforas donde se deposita el polen son cilindros cónicos, de 3 centímetros de alto, mientras que las ánforas para miel son ovoides, de 1,5 centímetros de altura. (Nogueira-Neto, 1970). Las colonias son medias a grandes en cuanto al número de individuos. (Nogueira-Neto, 1970). En esta especie las abejas obreras nunca desarrollan los ovarios.

- Frieseomelitta dispar
- Frieseomelitta doederleini
- Frieseomelitta flavicornis
- Frieseomelitta francoi
- Frieseomelitta freiremaiai
- Frieseomelitta languida
- Frieseomelitta lehmanni
- Frieseomelitta longipes
- Frieseomelitta meadewaldoi
- Frieseomelitta nigra
- Frieseomelitta paranigra
- Frieseomelitta paupera
- Frieseomelitta portoi
- Frieseomelitta silvestrii
- Frieseomelitta trichocerata
- Frieseomelitta varia